# IJsselland Ziekenhuis
Het IJsselland Ziekenhuis in Capelle aan den IJssel is een algemeen regionaal ziekenhuis met 332 bedden. Het ziekenhuis heeft een polikliniek in Rotterdam Nesselande, een polikliniek in Krimpen aan den IJssel en een polikliniek in Rotterdam Kralingen.  
Het IJsselland Ziekenhuis biedt een breed aanbod aan medisch specialistische zorg. Onze focus ligt op het samen werken aan de best denkbare zorg voor elke patiënt en zijn naasten. Onze 1780 medewerkers, 151 medisch specialisten en 190 vrijwilligers spannen zich hier elke dag weer met veel energie en betrokkenheid voor in. 
Als algemeen ziekenhuis zorgen wij in eerste instantie voor onze directe omgeving, ons verzorgingsgebied, ook wel adherentiegebied genoemd. Het verzorgingsgebied strekt zich uit over Capelle aan den IJssel, Krimpen aan den IJssel, Nieuwerkerk aan den IJssel, de Krimpenerwaard en (de oostelijke kant van) Rotterdam.  
Een uitzondering hierop vormt de MDL-zorg. Deze kent een duidelijke bovenregionale functie. Het adherentiegebied voor MDL-zorg is meer dan twee keer zo groot als het adherentiegebied voor het reguliere zorgaanbod.  

## Geschiedenis
Het IJsselland Ziekenhuis is ontstaan door een fusie tussen het Bergwegziekenhuis en het Eudokia ziekenhuis, die beide te Rotterdam gevestigd waren. Het werd geopend in 1991.  

## Ontwerp
- De architectuur van het IJsselland Ziekenhuis komt overeen met die van het Dijklander Ziekenhuis, locatie Purmerend.